# João Gago Horta
João José Gago Horta (Faro, 11 de Novembro de 1943 — Maio de 2022) foi um político e empresário português.

## Biografia
Nasceu na cidade de Faro, em 11 de Novembro de 1943. Frequentou o Liceu de Faro e depois o Instituto Superior Técnico, onde concluiu o curso de Engenharia Mecânica.
Foi director da empresa Farauto, fundada pelo seu pai, José Mateus Horta, tendo sido um dos principais responsáveis pelo desenvolvimento da área do comércio automóvel na região do Algarve. Foi durante o seu mandato que a empresa se tornou um dos maiores mecenas a nível regional no desporto automóvel e no atletismo, tendo fundado uma equipa de atletismo, que se distinguiu a nível nacional nas décadas de 1980 e 1990, e onde um dos principais atletas foi o seu irmão Luís Horta. Criou igualmente a equipa de rally Farauto Rallye Team, que participou em diversos campeonatos a nível nacional, e que se destacou pela estreia de veículos Opel Corsa nas competições a nível mundial.
Pertenceu ao Partido Social Democrata, tendo exercido como deputado na Assembleia da República durante a IX legislatura, entre 2002 e 2005, eleito pelo círculo de Faro.
Faleceu em Maio de 2022, aos 78 anos de idade. Na sequência do seu falecimento, a Câmara Municipal de Faro emitiu uma nota de pesar, onde destacou a sua carreira como empresário e os seus esforços em prol do desporto no Algarve. Também o presidente do Partido Social Democrata no Algarve, Cristóvão Norte, recordou João Horta como «um muito empenhado e capaz empresário, militante do PSD» e que «serviu o Algarve e Portugal na Assembleia da República. Foi um homem que serviu bem a causa da social democracia e a sociedade. O PSD está de luto».